# Palato

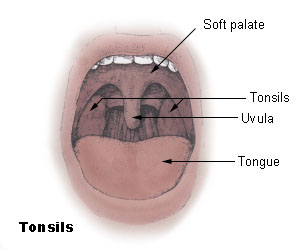
Cavità orale

Il palato (lat. palatum) è la parete superiore della cavità orale. Il palato è costituito anteriormente dal palato duro( che costituisce 2/3 del palato) e posteriormente dal palato molle. Queste due porzioni normalmente sono scarsamente distinguibili alla vista, anche se il palato molle è più vascolarizzato e quindi può apparire di colore rosso più intenso, sono invece ben distinguibili al tatto.

## Palato duro

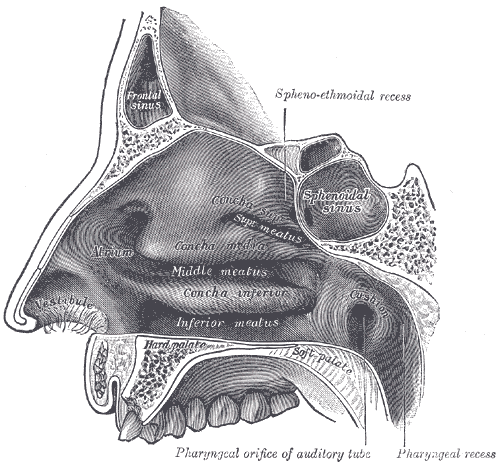
Parete laterale delle cavità nasali

Il palato duro (lat. palatum durum) è una formazione osteo-fibro-mucosa, in quanto è costituito dai processi palatini dell'osso mascellare, dalle lamine orizzontali delle ossa palatine e da un rivestimento muco-periostale molto resistente. Il piano osseo è a volta, i cui bordi sono ancorati ai bordi delle emiarcate alveolari del mascellare; la conformazione di tale volta è variabile a seconda di età, sesso, conformazione del massiccio facciale e dallo sviluppo delle fosse nasali. In particolare, se il soggetto presenta fossi nasali strette avrà un palato ogivale, in caso di fosse nasali larghe il palato sarà più spianato e con distanza tra le due emiarcate superiori aumentata. La mucosa si presenta di colore rosa pallido, lungo la linea mediana si apprezza il rafe palatino che anteriormente termina con la papilla incisiva; da tale papilla e dal tratto anteriore del rafe si dipartono dei rilievi pleiomorfi chiamati rughe palatine, che rendono la superficie del palato duro anteriore alquanto irregolare. Tale irregolarità ha come fine l'agevolazione del processo della masticazione. La superficie posteriore appare liscia e regolare, ad un maggior ingrandimento si notano piccole crestoline da cui sboccano i dotti escretori delle ghiandole palatine (salivari minori).

### Struttura del palato duro
La mucosa è di tipo masticatorio, ossia coperta da un epitelio pavimentoso pluristratificato cheratinizzato, la tonaca propria presenta una tessitura di tessuto connettivo denso, con numerose e alte papille in corrispondenza dell'interfaccia con l'epitelio (circa 150 per mm quadrato). La tonaca propria è strettamente adesa al sottostante periosteo soprattutto lungo la linea mediana grazie a robusti tralci fibrosi, e l'adesione è talmente forte da rendere impossibile la scollatura dei due strati e da rendere indistinguibile la tonaca propria dalla sottomucosa; più perifericamente, cioè vicino ai processi alveolari, poggia su uno strato cellulo-adiposo nel cui contesto corrono vasi e nervi del palato. Nei 2/3 posteriori del palato duro sono presenti le ghiandole mucose palatine (salivari minori).

### Vasi e nervi del palato duro
La vascolarizzazione è assicurata dall'arteria palatina maggiore e dall'arteria nasopalatina, l'innervazione invece dal nervo palatino anteriore e dal nasopalatino, entrambi rami della branca mascellare del trigemino.

## Palato molle

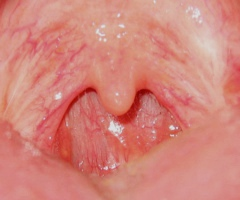
Palato molle. Qui sono state rimosse le tonsille con tonsillectomia

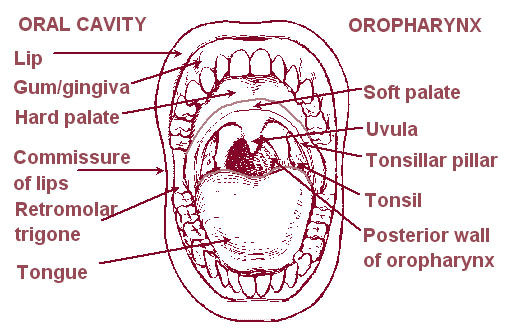
Cavità orale

Il palato molle (lat. palatum molle) è una formazione muscolare posta nella parte superiore del cavo orale. È composto dal velo palatino, dall'uvula e dai pilastri palatini.